# Боркі-Солди
Боркі-Солди (пол. Borki-Sołdy) — село в Польщі, у гміні Вішнев Седлецького повіту Мазовецького воєводства.
Населення — 179 осіб (2011).
У 1975—1998 роках село належало до Седлецького воєводства.

## Демографія
Демографічна структура станом на 31 березня 2011 року:
|          | Загалом | Допрацездатний вік | Працездатний вік | Постпрацездатний вік |
| -------- | ------- | ------------------ | ---------------- | -------------------- |
| Чоловіки | 87      | 23                 | 55               | 9                    |
| Жінки    | 92      | 20                 | 55               | 17                   |
| Разом    | 179     | 43                 | 110              | 26                   |